# Nanuqsaurus
Nanuqsaurus (”Isbjörnsödla”) var en dinosaurie som påträffats i nordligaste Alaska, USA, där den tros ha levt i slutet av Kritaperioden för omkring 70 miljoner år sedan. Nanuqsaurus är känd från ett enda fossilt exemplar bestående av några få bitar av en skalle; en bit av en underkäkshalva, överkäken och pannben som hittats.

Nanuqsaurus (A) storlek i jämförelse med några andra tyrannosaurider och Troodon.

Trots att fynden efter Nanuqsaurus är bristfälliga har man slutit sig till att den tillhörde familjen tyrannosauridae och var nära släkt med den mer kända Tyrannosaurus. Utifrån återfunna skallfragment tror man att djuret var väldigt litet i jämförelse med andra släkten i familjen tyrannosauridae. Skallen beräknas ha varit cirka 0,6-0,7 meter lång, kroppslängden från nos till svansspets cirka 6 meter. Forskare har gissat att tyrannosauriens ringa storlek kan ha haft samma orsaker som tros orsaka dvärgväxt hos nu levande djur, såsom begränsad tillgång på föda. Andra fossil från norra Alaska tyder på att andra, vanligtvis småvuxna rovdinosaurier, såsom Troodon, blev större än i andra trakter.